# Grand Prix-wegrace van Japan 1987
De Grand Prix-wegrace van Japan 1987 was de eerste race van het wereldkampioenschap wegrace voor motorfietsen in het seizoen 1987. De races werden verreden op 29 maart 1987 op de Suzuka International Racing Course, 50 kilometer ten zuidwesten van Nagoya

## Algemeen
De laatste keer dat het WK in Japan werd verreden was tijdens de GP van 1967, die werd gewonnen door Mitsuo Itō (50 cc), Hugh Anderson (125 cc), Ralph Bryans (250 cc) en Mike Hailwood (350 cc). Dat was nog op de Fuji Speedway, maar nu racete men op de vernieuwde Suzuka International Racing Course, waar alleen de 250- en de 500cc-klasse aan de start kwamen. De organisatie gaf aan dat men de 125cc-klasse niet kon faciliteren omdat er niet genoeg hotelkamers in de omgeving beschikbaar waren. Zowel Honda als Yamaha wilden tijdens hun thuis-Grand Prix geen gezichtsverlies lijden en dat resulteerde in een enorm aantal Japanse wildcardrijders met fabrieksmateriaal. Er startten niet minder dan 20 fabrieksrijders in de 250cc-klasse en 23 fabrieksrijders in de 500cc-klasse. Op de trainingsdagen was het droog, maar op de racedag regende het. Daarom kregen de coureurs een korte extra training om met regenbanden te oefenen. 

## 500 cc-klasse
De 500cc-klasse gaf in de training al opmerkelijke resultaten, maar tijdens de race waren de regen en de bandenkeuze scherprechters. Randy Mamola profiteerde optimaal van de bandenwarmers van Dunlop en twee kansloos geachte rijders scoorden punten door de nattigheid: Takumi Ito werd met de veel te zware en onbetrouwbare Suzuki RGV 500 derde en Raymond Roche reed met de 1986-Cagiva (de nieuwe was nog niet klaar) naar de tiende plaats. 

### De training
Niall Mackenzie beheerste de trainingen vanaf het eerste moment. Gedurende alle trainingsdagen kon niemand hem van de eerste plaats verdringen. Net als in de 250cc-klasse waren er veel valpartijen door de lage temperaturen en het bijzondere asfalt. Zelfs Mackenzie viel een keer, toen hij nieuwe Michelin-banden had gemonteerd. Dat was een vergissing en met het oude type van Michelin ging het verder prima. Wayne Gardner blesseerde zijn al beschadigde voet opnieuw en strompelde door het rennerskwartier, Roger Burnett reed op vrijdag zijn 1986 Honda NSR 500 zodanig in elkaar dat hij de hele dag niet meer kon trainen. Rob McElnea werd na een val met duizeligheidsverschijnselen naar het ziekenhuis gebracht, Kevin Magee viel twee keer met zijn fabrieks-Yamaha YZR 500 uit 1986 en ook Ron Haslam kwam hard ten val. Eddie Lawson verloor de controle over zijn machine, klapte hard met zijn hoofd op de tank, maar bleef overeind. Freddie Spencer was vrijdagavond al naar huis gereisd; hij had te veel last van een eerder (in de Daytona 200) opgelopen blessure.

#### Trainingstijden
| Pos | Coureur           | Merk                        | Tijd     |
| --- | ----------------- | --------------------------- | -------- |
| 1.  | Niall Mackenzie   | Gallina-HB-HRC-Honda        | 2"14'433 |
| 2.  | Eddie Lawson      | Agostini-Marlboro-Yamaha    | 2"15'075 |
| 3.  | Wayne Gardner     | Rothmans-HRC-Honda          | 2"15'354 |
| 4.  | Shunji Yatsushiro | Rothmans-HRC-Honda          | 2"15'377 |
| 5.  | Tadahiko Taira    | Agostini-Marlboro-Yamaha    | 2"15'396 |
| 6.  | Kevin Magee       | Yamaha                      | 2"15'313 |
| 7.  | Rob McElnea       | Agostini-Marlboro-Yamaha    | 2"16'294 |
| 8.  | Randy Mamola      | Roberts-Lucky Strike-Yamaha | 2"16'403 |
| 9.  | Ron Haslam        | ELF-HRC-Honda               | 2"16'586 |
| 10. | Christian Sarron  | Gauloises-Sonauto-Yamaha    | 2"16'782 |

### De race
Rob McElnea was na zijn ziekenhuisopname toch fit bevonden door de artsen, maar dat hielp hem niet veel verder. Terwijl het hele veld op regenbanden stond, kregen McElnea en teamgenoot Eddie Lawson van Michelin-racemanager Fayol én van hun eigen chefmonteur Kel Carruthers het dringende advies om achter een intermediate te steken. "Rocket" Ron Haslam had de snelste start, maar na de eerste ronde leidde Randy Mamola al, gevolgd door Haslam, Wayne Gardner, Shunji Yatsushiro, Kevin Magee, Christian Sarron, Niall Mackenzie, Pierfrancesco Chili, Tadahiko Taira en Hiroyuki Kawasaki. Lawson reed op dat moment al de pit in om ook achter een regenband te laten monteren. Na vijf ronden had Mamola al twintig seconden voorsprong op zijn teamgenoot Mike Baldwin, die ook weer gemakkelijk wegliep van Gardner, Sarron, Haslam en Magee. Mamola hoefde zijn voorsprong slechts te consolideren, maar achter hem vond een groot aantal valpartijen plaats. Masaru Mizutani was al in de eerste ronde gevallen, enkele ronden later gevolgd door Keiji Kinoshita. Magee viel ook, evenals Christian Sarron, die daarvoor dezelfde bocht (130 R) uitzocht als zijn broer Dominique in de 250cc-race had gedaan. Sarron was net opgestaan toen Shunji Yatsushiro op hem af kwam schuiven. In de laatste ronde schoof Haslam, in gevecht met Mackenzie, onderuit, maar hij kon zijn machine weer oprapen en vijfde worden. Mackenzie dacht echter dat Haslam nog achter hem zat, gaf te veel gas en viel ook. Na de val van Baldwin schoof Gardner door naar de tweede plaats en Takumi Ito werd tot zijn eigen verrassing derde met de veel te trage Suzuki. Ook Pierfrancesco Chili scoorde goed: vierde met een driecilinder Honda NS 500 uit 1986. 

#### Uitslag 500cc-klasse
| Pos | Coureur             | Merk                        | Ronden | Tijd      | Grid | Punten |
| --- | ------------------- | --------------------------- | ------ | --------- | ---- | ------ |
| 1   | Randy Mamola        | Roberts-Lucky Strike-Yamaha | 22     | 57"22'889 | 8    | 15     |
| 2   | Wayne Gardner       | Rothmans-HRC-Honda          | 22     | +42'389   | 3    | 12     |
| 3   | Takumi Ito          | Suzuki                      | 22     | +51'294   | 22   | 10     |
| 4   | Pierfrancesco Chili | Gallina-HB-HRC-Honda        | 22     | +1"20'353 | 17   | 8      |
| 5   | Ron Haslam          | ELF-HRC-Honda               | 22     | +1"22'950 | 9    | 6      |
| 6   | Tadahiko Taira      | Agostini-Marlboro-Yamaha    | 22     | +1"38'680 | 5    | 5      |
| 7   | Hiroyuki Kawasaki   | Roberts-Lucky Strike-Yamaha | 22     | +1"40'066 | 13   | 4      |
| 8   | Roger Burnett       | Rothmans-HRC-Honda          | 22     | +2"08'258 | 21   | 3      |
| 9   | Shinji Katayama     | Roberts-Lucky Strike-Yamaha | 22     | +2"16'331 | 19   | 2      |
| 10  | Raymond Roche       | Bastos-Cagiva               | 22     | +2"28'180 | 12   | 1      |
| 11  | Norio Iobe          | Honda                       | 21     | +1 ronde  | 23   |        |
| 12  | Hisashi Yamana      | Honda                       | 21     | +1 ronde  | 29   |        |
| 13  | Simon Buckmaster    | Duckhams-Honda              | 21     | +1 ronde  | 32   |        |
| 14  | Wolfgang von Muralt | Suzuki                      | 21     | +1 ronde  | 30   |        |
| 15  | Esko Kuparinen      | Honda                       | 21     | +1 ronde  | 30   |        |

#### Niet gefinished
| Coureur            | Merk                        | Ronden | Oorzaak | Grid |
| ------------------ | --------------------------- | ------ | ------- | ---- |
| Niall Mackenzie    | Gallina-HB-HRC-Honda        | 21     | Val     | 1    |
| Mike Baldwin       | Roberts-Lucky Strike-Yamaha | 18     | Val     | 11   |
| Shunji Yatsushiro  | Rothmans-HRC-Honda          | 15     | Val     | 4    |
| Christian Sarron   | Gauloises-Sonauto-Yamaha    | 14     | Val     | 10   |
| Kevin Magee        | Yamaha                      | 14     | Val     | 6    |
| Alessandro Valesi  | Iberna-Honda                | 13     |         | 25   |
| Susumu Shimada     | Suzuki                      | 11     |         | 27   |
| Gustav Reiner      | Hein Gericke-Honda          | 9      | Opgave  | 18   |
| Eddie Lawson       | Agostini-Marlboro-Yamaha    | 8      | Opgave  | 2    |
| Rob McElnea        | Agostini-Marlboro-Yamaha    | 5      | Opgave  | 7    |
| Norihiko Fujiwara  | Yamaha                      | 4      |         | 20   |
| Marco Gentile      | Lucky Strike-Fior-Honda     | 3      |         | 28   |
| Kenny Irons        | Heron-Suzuki                | 3      | Opgave  | 24   |
| Keiji Kinoshita    | Honda                       | 2      | Val     | 16   |
| Didier de Radiguès | Bastos-Cagiva               | 2      | Opgave  | 26   |
| Masaru Mizutani    | Suzuki                      | 0      | Motor   | 14   |

#### Niet gestart
| Coureur         | Merk      | Oorzaak  | Grid |
| --------------- | --------- | -------- | ---- |
| Osamu Hiwatashi | Suzuki    |          | 15   |
| Freddie Spencer | HRC-Honda | Blessure | 31   |

## 250 cc-klasse
De 250cc-klasse opende de Japanse Grand Prix en daarmee ook het seizoen 1987. Er was een enorm aantal wildcardrijders, voornamelijk testcoureurs van Honda Racing Corporation en Yamaha, die het circuit van Suzuka goed kenden, maar die nog nooit in een WK-race gereden hadden. De Honda-fabrieksrijders uit Europa hadden enkele weken van tevoren echter ook een testsessie op Suzuka gehad, zodat ook zij met een redelijke circuitkennis konden beginnen. Ook de voormalige endurancerijders, zoals Patrick Igoa, kenden het circuit goed van de 8 uur van Suzuka. 

### De training
Koude weersomstandigheden en onwennig asfalt leverden in de trainingen al de nodige valpartijen op. In de 250cc-klasse overkwam dat o.a. Carlos Cardús, Juan Garriga, Manfred Herweh, Reinhold Roth, Alan Carter, Sito Pons, Kevin Mitchell en Carlos Lavado. Die laatste kon niet starten omdat hij bij zijn val een sleutelbeen brak. De Japanse rijders, bijna allemaal voorzien van fabrieksracers, waren erg sterk. Masahiro Shimizu was de snelste, maar ook Masaru Kobayashi en Masumitsu Taguchi plaatsten zich bij de eerste vier, terwijl Martin Wimmer tweede werd. De "westerse" coureurs maakten zich niet al te druk over de Japanners, wetende dat zij in de rest van het WK niet meer aan de start zouden komen. 

#### Trainingstijden
| Pos | Coureur           | Merk                           | Tijd     |
| --- | ----------------- | ------------------------------ | -------- |
| 1.  | Masahiro Shimizu  | HRC-Honda                      | 2"18'724 |
| 2.  | Martin Wimmer     | Agostini-Marlboro-Yamaha       | 2"18'849 |
| 3.  | Masaru Kobayashi  | HRC-Honda                      | 2"19'659 |
| 4.  | Masumitsu Taguchi | HRC-Honda                      | 2"19'683 |
| 5.  | Dominique Sarron  | Rothmans-HRC-Honda             | 2"20'087 |
| 6.  | Patrick Igoa      | Gauloises-Sonauto-Yamaha       | 2"20'343 |
| 7.  | Reinhold Roth     | HB-Römer-HRC-Honda             | 2"20'579 |
| 8.  | Sito Pons         | Campsa-HRC-Honda               | 2"20'595 |
| 9.  | Jacques Cornu     | Parisienne-HRC-Honda           | 2"21'120 |
| 10. | Toni Mang         | Rothmans-HRC-Honda Deutschland | 2"21'151 |

### De race
Een uur voor de start begon het te regenen, wat bij een groot aantal coureurs twijfel opleverde omtrent de te monteren banden. Alleen Jean-François Baldé en Guy Bertin kozen voor slicks. Reinhold Roth monteerde alleen achter een slick en voor een intermediate en Sito Pons deed hetzelfde. Masaru Kobayashi wist dat het steeds harder zou gaan regenen en omdat hij met opgesneden slicks was gestart wist hij dat hij in het begin van de race genoeg voorsprong moest opbouwen omdat zijn banden op een echt natte baan in het nadeel waren ten opzichte van regenbanden. Na een ronde had hij al twee seconden voorsprong op Alan Carter, Masahiro Shimizu, Dominique Sarron, Masumitsu Taguchi, Jaqcues Cornu, Toni Mang, Patrick Igoa, Jean-Philippe Ruggia, Reinhold Roth en Martin Wimmer. Even later reden er alleen Japanners aan de leiding: Kobayashi met een grote voorsprong op Shimizu en Taguchi, waarbij Sarron de enige was die kon volgen. Na tien ronden begon het weer te regenen en begonnen de valpartijen: eerst Ruggia, daarna Cornu, Sarron en Carter. Pons en Roth profiteerden het meest van deze valpartijen, temeer omdat Shimizu terugviel en Taguchi door een slecht lopende motor afzakte naar de negende plaats. Kobayashi was echter niet meer te achterhalen, zeker niet met de volle slicks die Pons en Roth achter gemonteerd hadden. Hij won zijn debuut in het wereldkampioenschap wegrace. 

#### Uitslag 250cc-klasse
| Pos | Coureur              | Merk                           | Tijd      | Grid | Punten |
| --- | -------------------- | ------------------------------ | --------- | ---- | ------ |
| 1   | Masaru Kobayashi     | HRC-Honda                      | 51"15'600 | 3    | 15     |
| 2   | Sito Pons            | Campsa-HRC-Honda               | +27'013   | 8    | 12     |
| 3   | Reinhold Roth        | HB-Römer-HRC-Honda             | +27'551   | 7    | 10     |
| 4   | Masahiro Shimizu     | HRC-Honda                      | +39'118   | 1    | 8      |
| 5   | Martin Wimmer        | Agostini-Marlboro-Yamaha       | +50'515   | 2    | 6      |
| 6   | Juan Garriga         | Ducados-Yamaha                 | +1"01'421 | 11   | 5      |
| 7   | Patrick Igoa         | Gauloises-Sonauto-Yamaha       | +1"07'673 | 6    | 4      |
| 8   | Toni Mang            | Rothmans-HRC-Honda Deutschland | +1"20'079 | 10   | 3      |
| 9   | Masumitsu Taguchi    | HRC-Honda                      | +1"30'890 | 4    | 2      |
| 10  | Takayoshi Yamamoto   | Yamaha                         | +2"26'062 | 20   | 1      |
| 11  | Toshihiro Wakayama   | Yamaha                         | +2"31'832 | 29   |        |
| 12  | Keiji Tamura         | Yamaha                         | +2"32'654 | 18   |        |
| 13  | Luca Cadalora        | Agostini-Marlboro-Yamaha       | +1 ronde  | 15   |        |
| 14  | Harald Eckl          | Honda                          | +1 ronde  | 14   |        |
| 15  | Jean-François Baldé  | Honda                          | +1 ronde  | 25   |        |
| 16  | Guy Bertin           | Honda                          | +1 ronde  | 27   |        |
| 17  | Hiroo Takemura       | Honda                          | +1 ronde  | 31   |        |
| 18  | Jean-Michel Mattioli | Yamaha                         | +1 ronde  | 30   |        |
| 19  | Maurizio Vitali      | FMI-Garelli                    | +1 ronde  | 23   |        |
| 20  | Bruno Bonhuil        | Honda                          | +1 ronde  | 33   |        |

#### Niet gefinished
| Coureur              | Merk                         | Oorzaak | Grid |
| -------------------- | ---------------------------- | ------- | ---- |
| Alan Carter          | Honda                        | Val     | 13   |
| Fausto Ricci         | Iberna-Honda                 |         | 35   |
| Jacques Cornu        | Parisienne-HRC-Honda         | Val     | 9    |
| Carlos Cardús        | Nieto-Ducados-HRC-Honda      | Opgave  | 32   |
| Virginio Ferrari     | Katayama-Armstrong-HRC-Honda |         | 34   |
| Manfred Herweh       | Levior-Honda                 | Opgave  | 22   |
| Shosuke Kita         | Honda                        |         | 16   |
| Donnie McLeod        | Honda                        | Opgave  | 26   |
| Stéphane Mertens     | Katayama-Armstrong-HRC-Honda | Val     | 17   |
| Kevin Mitchell       | Yamaha                       |         | 28   |
| Jean-Philippe Ruggia | Gauloises-Sonauto-Yamaha     | Val     | 19   |
| Dominique Sarron     | Rothmans-HRC-Honda           | Val     | 5    |
| Hideshi Tomita       | Honda                        |         | 24   |

#### Niet gestart
| Coureur            | Merk                | Oorzaak  | Grid |
| ------------------ | ------------------- | -------- | ---- |
| Hiroshi Okumura    | Honda               |          | 12   |
| Yoshihisa Hasegawa | Honda               |          | 21   |
| Carlos Lavado      | HB-Venemotos-Yamaha | Blessure | 36   |

## Trivia

### Bandenoorlog
Behalve Dunlop en Michelin leverden voor het eerst twee Japanse fabrikanten banden aan 250cc-motorcoureurs. Bridgestone voorzag Masaru Kobayashi en Masumitsu Taguchi van radiaalbanden en Yokohama leverde radiaalbanden aan Kevin Mitchell en Toshihiro Wakayama. In de 500cc-race speelden de banden en vooral de strategie een grote rol. Terwijl Dunlop haar zaken heel goed voor elkaar had met zelfs voor het eerst in de geschiedenis het gebruik van bandenwarmers voor Roberts-Lucky Strike-Yamaha, sloeg Michelin bij Agostini-Marlboro-Yamaha de plank volledig mis. Eddie Lawson en Rob McElnea kregen van Michelin-racemanager én van hun eigen chefmonteur Kel Carruthers het advies om met intermediates te starten omdat de regenbanden niet voldoende getest waren. Lawson reed al na een ronde de pit in om regenbanden te laten monteren, maar liep daarbij 1½ minuut achterstand op. McElnea stopte na vijf ronden in de pit. Na acht ronden riep Giacomo Agostini ook Lawson naar binnen omdat verder rijden zinloos was. Dat was het echter niet. Door de vele (uit)vallers had Lawson met zijn racetempo achtste kunnen worden. Nu verspeelde hij die drie punten ook. 

### Freddie Spencer
Voor het vierde jaar op rij kon Freddie Spencer niet starten op Suzuka, waar weliswaar geen GP's, maar wel internationale wedstrijden gereden waren. In 1984 moest hij naar huis omdat zijn vader een ernstig ongeluk met een boot had gehad, in 1985 viel hij in de training, in 1986 was zijn geblesseerde hand nog niet genezen en in 1987 had hij te veel last van een blessure opgelopen tijdens de Daytona 200. 

### Takumi Ito
Takumi Ito was in de training gevallen en reed met zijn Suzuki RGV 500 de 22e trainingstijd. Hij was daarom niet van plan in de race te starten. In de regen klom hij al snel op naar de elfde plaats en door de vele valpartijen eindigde hij als derde in de race. Dat was het beste Suzuki-resultaat van het hele seizoen. 

### Benzinekraan
Roger Burnett had een slechte start omdat zijn monteurs de benzinekraan niet geopend hadden, maar hij werd toch nog achtste met de Honda NSR 500 die in 1986 door Wayne Gardner was gebruikt. 

### Dubbel debuut met dubbel succes
Masaru Kobayashi was in 1984 en in 1985 250cc-kampioen van Japan, maar hij debuteerde in het WK met een overwinning. Datzelfde gold voor Bridgestone, dat voor het eerst banden leverde aan WK-rijders. In het geval van Kobayashi waren dat met de hand opgesneden slicks. De tweede Bridgestone-rijder was Masumitsu Taguchi, die vierde werd. 

### Debuut van de koppelingsstart
Het was voor het eerst dat een Grand Prix werd begonnen met een koppelingsstart. Dat gaf weinig problemen. Ron Haslam, een erkend snelle duwstarter, wist zelfs ook met de koppelingsstart als snelste weg te komen vanaf de negende startpositie.

### Debuut van de bandenwarmers
Dunlop gebruikte voor het eerst de al van de Formule 1 bekende bandenwarmers. Daar profiteerde alleen het Roberts-Lucky Strike-Yamaha-team van. Randy Mamola en Mike Baldwin konden op die manier al vanaf de start voluit gaan. 
1962 · 1963 · 1964 · 1965 · 1966 · 1967 · 1987 · 1988 · 1989 · 1990 · 1991 · 1992 · 1993 · 1994 · 1995 · 1996 · 1997 · 1998 · 1999 · 2000 · 2001 · 2002 · 2003 · 2004 · 2005 · 2006 · 2007 · 2008 · 2009 · 2010 · 2011 · 2012 · 2013 · 2014 · 2015 · 2016 · 2017 · 2018 · 2019 · 2022 · 2023 · 2024 · 2025